# Råby-Rönö kyrka

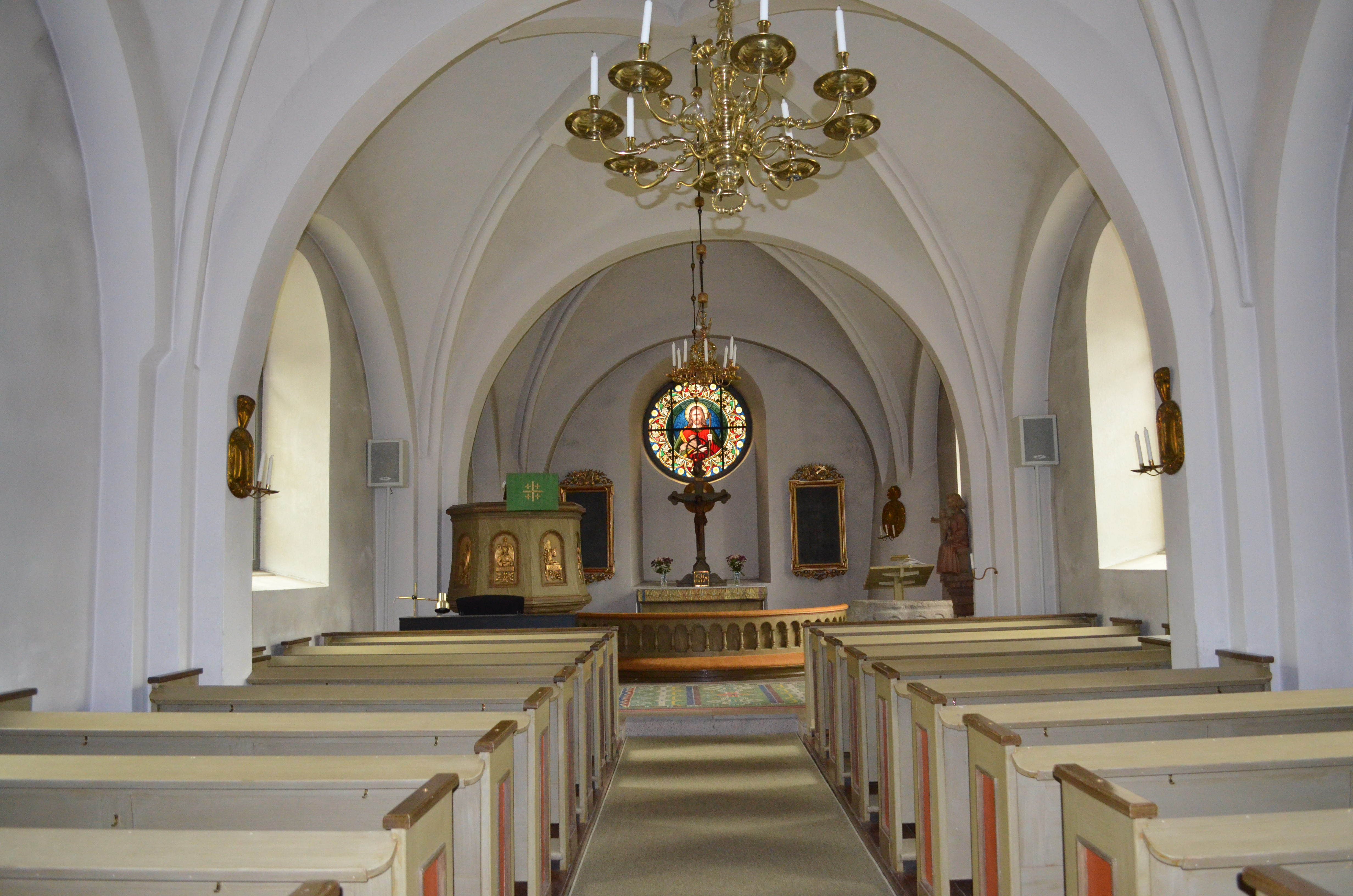
Kyrkosalen.

Råby-Rönö kyrka är en kyrka i Strängnäs stift och tillhör Rönö församling i Nyköpings kommun. 

## Kyrkobyggnaden
Kyrkan är byggd av gråsten och troligen uppförd i början av 1200-talet. Omkring år 1400 revs det ursprungliga koret och kyrkan förlängdes åt öster till dubbla längden. Nuvarande raka kor, med samma bredd som övriga kyrkan, tillkom och kyrkorummet försågs med låga tegelvalv. Vid samma ombyggnad uppfördes sakristian vid korets norra sida och försågs med tegelvalv. Vapenhuset tillkom under slutet 1400-talet. Åren 1661–1662 muras en grov strävpelare på norra väggen eftersom denna ett par år tidigare hade rämnat. En ny takstol byggdes 1808 och år 1810 belades taket med tegel. Samma år togs en port upp i kyrkans västra kortsida. 1870 togs två fönster upp på kyrkans norra vägg. En stor restaurering genomfördes 1902 under ledning av arkitekt Gustaf Hermansson. Fönstren fick då sin nuvarande storlek och ett rundfönster togs upp ovanför västra portalen. Korfönstret försågs med en glasmålning föreställande den Gode Herden (Johannes 10:1-16). 1939 genomgick kyrkan en restaurering under ledning av arkitekt Martin Westerberg. Bänkinredningen förnyades och sakristian fick helt ny inredning. Elektrisk uppvärmning och belysning installerades.
På kyrkogården sydost om kyrkan finns en fristående klockstapel av trä byggd 1689 och som har ersatt en äldre stapel från 1552. Stapeln har en spira som kröns med en kula och en vindflöjel. Storklockan är från medeltiden och lillklockan är inköpt 1688.

## Inventarier
- Dopfunt av gotländsk typ från 1200-talets senare del.
- Altarbordet är av trä och altarskivan av kalksten.
- Predikstolen är tillverkad 1902. I korgens bildfält finns de fyra evangelisterna avbildade.

### Orgel
- 1860 inköptes kyrkans första orgel från Dunkers kyrka.
- 1871 byggdes en ny orgel av läraren vid Jenningska skolan.[1]
- 1902 bygger Åkerman & Lund, Stockholm en orgel med 7 stämmor.
- Den nuvarande orgeln är byggd 1955 av Olof Hammarberg, Göteborg och är pneumatisk. Den har en fri kombination och automatisk pedalväxling.

| Huvudverk I   | Svällverk II      | Pedal       | Koppel   |
| Principal 8´  | Rörflöjt 8´       | Subbas 16´  | I/P      |
| Gedakt 8´     | Salicional 8´     | Koralbas 4´ | II/P     |
| Oktava 4´     | Flöjt 4´          |             | II/I     |
| Rörflöjt 4´   | Kvintadena 4'     |             | II 16'/I |
| Mixtur 3 chor | Svegel 2'         |             | II 4'/P  |
|               | Scharf 2 chor     |             |          |
|               | Crescendosvällare |             |          |

### Webbkällor
- Svenska kyrkans hemsida
- byggnadspresentation
- Svensk uppslagsbok 1955